# Andrónico Asen
Andrónico Asen (en griego: Ανδρόνικος Ασάν; ¿? - ¿1322?), fue regente (epitropos) de la provincia bizantina de Morea entre 1316 y 1322.

## Biografía
Andrónico Asen era hijo del zar búlgaro Iván Asen III e Irene Paleóloga, que era hermana del emperador Andrónico II. Sus padres escaparon al territorio bizantino durante la rebelión de Ivailo en 1280. Después de la muerte de Miguel Cantacuceno en 1316, Andrónico II le otorgó el cargo de regente (epitropos) de la provincia de Morea.
Cantacuceno ya había logrado consolidar la provincia y disfrutó de cierto éxito contra el Principado franco de Acaya en el norte. Asen continuó en la misma línea, y aprovechando las luchas internas en Acaya, conquistó mucho territorio del centro de Morea. En 1320, tomó los castillos de Akova, Polifengo, Karitena y San Jorge de Eskorta y derrotó un ejército franco cerca de este último fuerte en septiembre de ese mismo año.
Andrónico fue antepasado de los emperadores bizantinos posteriores, ya que su nieta, Helena, se casó con Juan V Paleólogo, cuyos descendientes se convirtieron más tarde en emperadores bizantinos.

## Descendencia
Andrónico se casó con una tal Tarcaniotissa, cuyo nombre de pila se desconoce. Era hija del protoestrator Miguel Ducas Glabas Tarcaniota y su esposa María Ducaina Comnena Paleóloga Branaina.
Tuvieron al menos cuatro hijos:
- Manuel Comneno Raúl Asanes, comandante militar. Strategos de Demótica (1342) y gobernador de Bizye (1344). Se casó con Ana Comnena Ducaina Paleóloga Sinadena. Esta última era hija de Teodoro Comneno Ducas Sinadeno Paleólogo y Eudokia Muzakaina.
- Juan Asanes, comandante militar, gobernador de Melenikon (1342) y Morrha (1343). Se casó con una hija de Alejo Apocauco.
- Irene Asanina, consorte de Juan VI Cantacuceno.
- Helena Asanina, se presume que murió joven.